# Senusret I.

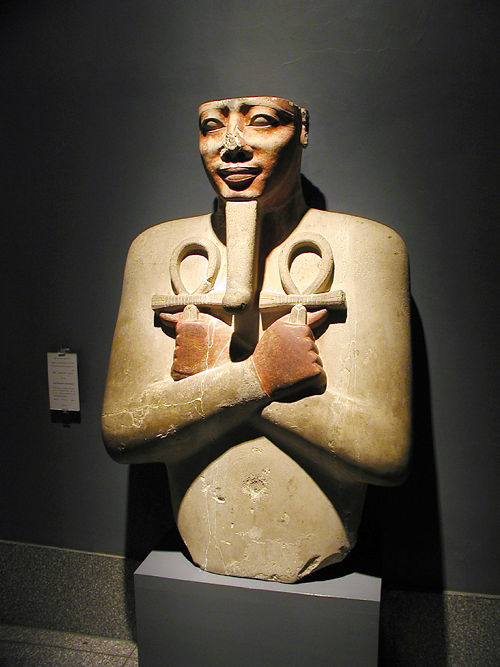

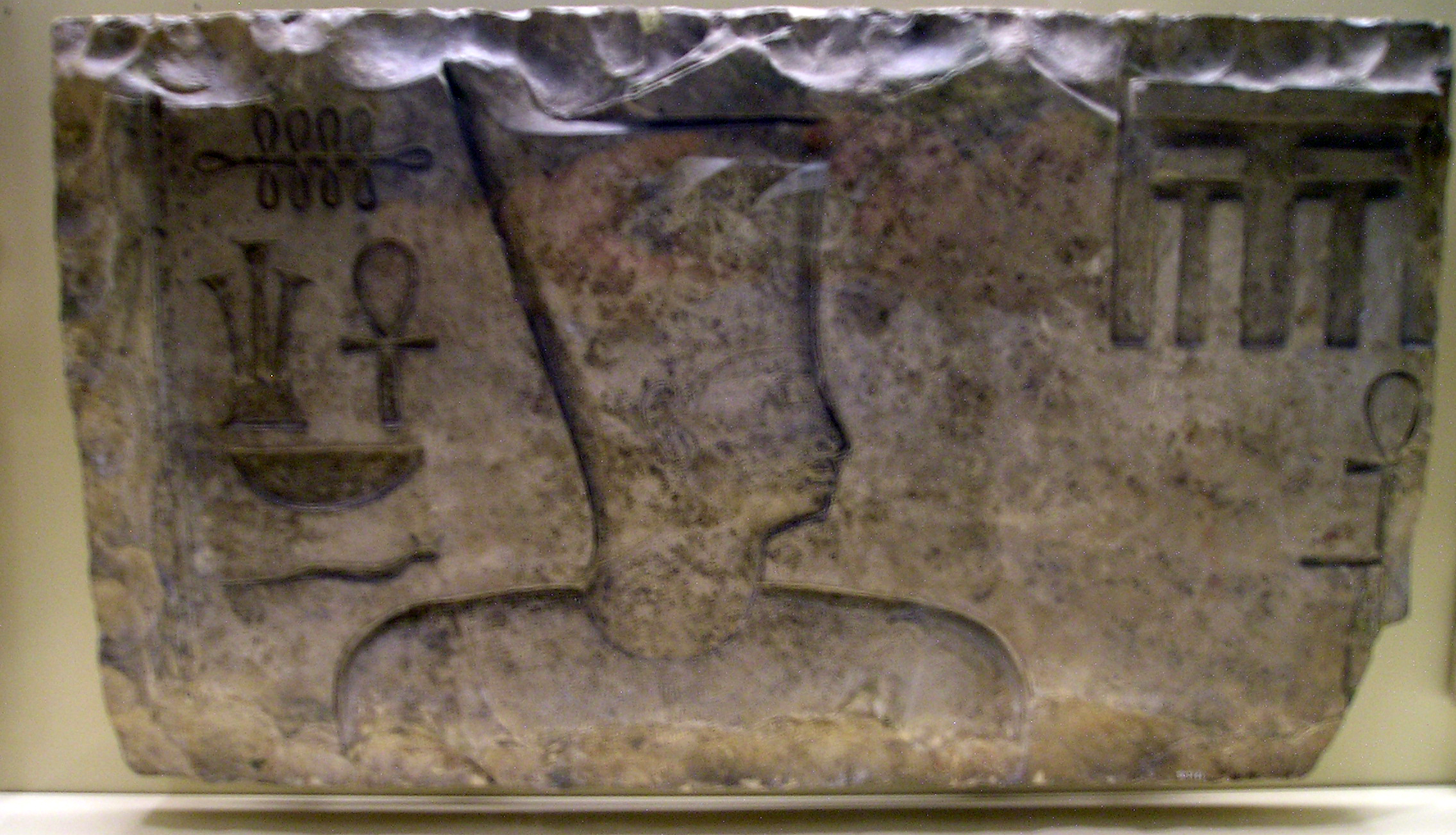
Reliéf z chrámu Senusreta I.

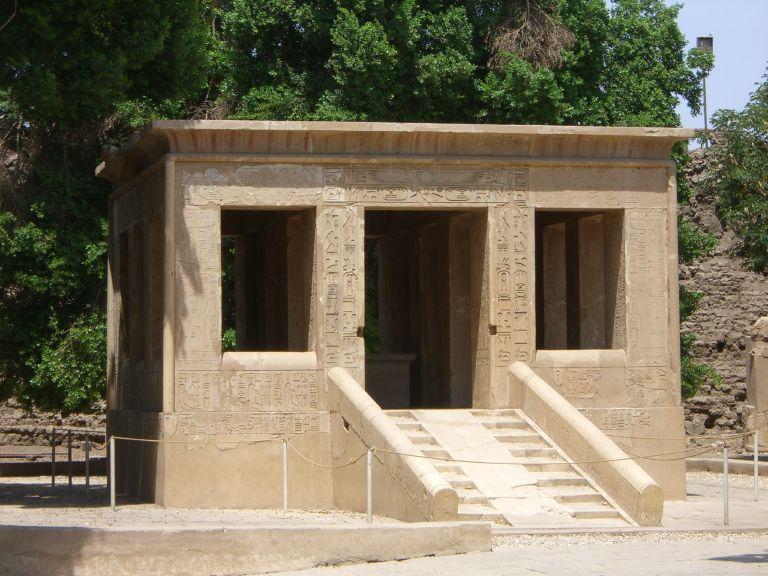
Bílá kaple v Karnaku

Senusret I. (v egyptštině z-n-wsrt /suʀ nij ˈwas.ɾiʔ/) byl druhým faraonem 12. dynastie. Vládl pravděpodobně v letech 1920–1875 př. n. l.

## Nástup na trůn
Senusret I. byl synem svého otce a předchůdce, Amenemheta I. Králem se vlastně stal ještě v době jeho vlády, Amenemhet I. jej totiž jmenoval svým spoluvládcem. To mělo usnadnit nástup nového vládce na místo starého po jeho smrti. V době smrti Amenemheta I. byl Senusret zrovna na válečném tažení proti Libyjcům. Toho využila jedna z králových manželek, organizátorka spiknutí, jehož výsledkem bylo zavraždění krále, a chtěla na uvolněný trůn dosadit svého syna. Senusret se o tom dozvěděl včas a okamžitě se vrátil zpátky do hlavního města říše Ictaueje, se spiklenci se vypořádal takovým způsobem, že už se jej nikdo později nepokusil násilím zbavit trůnu. Při své korunovaci přijal jméno Cheperkare.

## Vláda
Senusret I. vládl dohromady přibližně 45 let, 10 let po boku svého otce a 35 let samostatně. Během své vlády se snažil pokračovat v politice svého otce. Jeho hlavním politickým cílem bylo udržení míru a přátelství s vládci východních zemí, aby mohl většinu svých vojenských sil využívat k bojům na jihu, kde sídlili Núbijci, a na západě, kde sídlili Libyjci. Také do tehdejšího známého světa posílal obchodní výpravy, které vždy doprovázeli vojáci. Některého z těchto výprav se dostaly dokonce až na Krétu nebo do dnešního Libanonu. Hospodářskou prosperitu země zajišťoval zavodňovacími pracemi, hlavně v okolí oázy Fajjúm. Budoval také loďstvo, jedno námořní a jedno, které se mělo plavit po Nilu. Nechával stavět paláce, chrámy a pevnosti na ochranu hranic země – např. v oblasti druhého kataraktu pohraniční pevnosti Mirgissa, Semna, Buhén, Aniba, Kubban, a další. Archeologické nálezy z této doby dokazují, že za vlády Senusreta I. došlo k velkému rozkvětu veškerého umění.

## Králova hrobka
Pyramida (hrobka) Senusreta I. se nachází poblíž dnešního Lištu, tehdejším pohřebišti hlavního města Egypta Ictaueje. Základna této pyramidy měla rozměry 105×105 metrů, vysoká byla přibližně 61 metrů, dnes se dochovala zhruba jedna třetina. Jádro hrobky je vybudováno z kamenné drtě, uvnitř je vyztužuje kostra tvořená osmi kvádry z kamene, na vnějších stranách jsou zachovány zbytky typického vápencového obložení. Vchod do pyramidy se nachází na její severní straně, původně byl maskován kaplí, ta ovšem podlehla zubu času a dnes z ní zbyla pouze ruina. Z vchodu vede chodba, která končí v hloubce asi 12 metrů, dál se ovšem nedá dostat. Spodní část pyramidy je zatopena podzemní vodou. Žádný egyptolog tedy ještě neprozkoumal pohřební komoru této hrobky a natož aby se do ní nedostal. Během průzkumů této pyramidy byly v jejím okolí objeveny trosky zádušního chrámu, který byl postaven podobně jako zádušní chrám u pyramidy Pepiho II., a rituální pyramidy, jejíž základna měla rozměry 21×21 metrů a měřila přibližně 19 metrů. V okolí Senusretovy pyramidy byly ještě objeveny zbytky dalších devíti satelitních pyramid, které patřily královým manželkám a dcerám.

## Architektonické památky z období královy vlády
Vzpomínku na Senusreta I. nám zanechává spousta architektonických památek, které vznikly v době jeho vlády. Z tohoto období pochází například známá Bílá kaple v chrámu v Karnaku, která je zdobená nápisy a reliéfy. Na severovýchodním předměstí dnešního hlavního města Egypta, Káhiry, staroegyptské Héliopole, se nachází žulový obelisk, který Senusret I. nechal vztyčit k výročí své vlády. Tento obelisk měří 20,5 metru a ze všech stran je pokryt nápisy, které obsahují jeho jména a tituly. Je to nejstarší zachovaný obelisk v celém Egyptě. Dalším známým obeliskem je obelisk z Abgigu. Tento obelisk dnes stojí ve městě Fajjúmu.
Sochy, které znázorňují samotného faraona, nám dokazují, že výtvarné umění mělo tehdy v celé zemi vysokou úroveň.